# Ensam hemma igen
Ensam hemma igen (engelska: Home Alone 3) är en amerikansk komedi från 1997 i regi av Raja Gosnell med Alex D. Linz i huvudrollen. Filmen hade biopremiär i USA den 12 december 1997 och Sverigepremiär den 13 februari 1998.

## Handling
Fyra internationella skurkar har på uppdrag av en nordkoreansk terrorgrupp gömt ett militärt datorchip i en radiostyrd modellbil för transport från San Francisco till Hongkong. En förväxling på flygplatsen i San Francisco gör att bilen hamnar hos 8-åriga Alex Pruitt i Chicago. Skurkarna tar sig dit, hyr en bostad i kvarteret och börjar söka igenom ett hus i taget då de inte vet exakt var bilen hamnat.
Alex som är sjuk i vattkoppor och ensam hemma upptäcker obekanta skumma typer i kvarteret med olika förklädnader och larmar polisen men varken polisen eller Alex familj tror på honom. Alex bestämmer sig för att ta tag i saken själv och spionerar på dem med en kamera monterad på den radiostyrda bilen. Alex upptäcker att skurkarna är ute efter hans bil och hittar chippet i den. När Alex hus står på tur för skurkarna är han förberedd och gillrar fällor av alla möjliga slag.

## Rollista (urval)
- Alex D. Linz – Alex Pruitt
- Olek Krupa – Petr Beaupre
- Rya Kihlstedt – Alice Ribbons
- Lenny von Dohlen – Burton Jernigan
- David Thornton – Earl Unger
- Haviland Morris – Karen Pruitt
- Kevin Kilner – Jack Pruitt
- Marian Seldes – Mrs. Hess
- Seth Smith – Stan Pruitt
- Scarlett Johansson – Molly Pruitt